# The Cross
The Cross je britanski rock sastav kojeg je 1987. godine osnovao bubnjar sastava Queen Roger Taylor. Sastav je izdao tri studijska albuma ali nije postigao zapaženiji komercijalni uspjeh osim u Njemačkoj, te se raspao 1993. godine.

## Nastanak
U ljeto 1987. godine bubnjar sastava "Queen" Roger Taylor bio je vrlo nezadovoljan što sastav nije ništa radio, prvenstveno zbog pogoršanja zdravstvenog stanja pjevača Freddyja Mercuryja. "Ja sam uvijek volio putovati i nastupati na raznim mjestima" izavio je. Zbog takve situacije Taylor je odlučio osnovati vlastiti sastav uz pristanak ostale trojice članova sastava "Queen". Taylor je dao oglas u glazbenom časopisu u kojem je tražio glazbenike koji bi se pridružili vrhunskom bubnjaru poznatog rock sastava koji želi formirati novi sastav. U oglasu nije spomenuo ni svoje ime ni sastav "Queen". Na oglas se javilo samo nekoliko kandidata. Kada je idućeg tjedna ponovio je oglas u kojem je naveo da ozbiljne kandidate očekuje slava bio je zasut prijavama. Nakon što je suzio prijave na šezdeset kandidata koji najviše obećavaju unajmio je noćni klub u Sohou. 
Četiri je dana održavao audicije. Dok su buduće zvijezde pokazivale svoje umijeće Taylor se nije pokazivao kako ne bi otkrio svoj identitet. Roger Taylor je donio odluku o sastavu grupe: Clayton Moss - Gitara, Josh Macrae - bubanj, Peter Noone - bas-gitara i Spike Edny - klavijature. Taylor je postao ritam gitarist i pjevač. Sastav je nazvan "The Cross" i nakon odrađenih probi krenuli su na Ibizu u Taylorovu vilu kako bi počeli sa snimanjem svog prvog albuma. Budući da su se u britanskim tabloidima počele pojavljivati spekulacije o Mercuryjevom zdravlju, a i sam Tailor je bio u središtu pozornosti jer se upravo razvodio od supruge s kojom ima dvoje djece u znak potpore jedan drugome Freddie Mercury je otpjevao vokale na pjesmi "Heaven for Everyone" koja je nakon njegove smrti obrađena od strane preostalih članova sastava "Queen" te je objavljena na albumu "Made in Heaven" i na kompilaciji Greatest Hits III. Brian May je gostovao na pjesmi "Love Lies Bleeding". Sastav je prvi puta nastupio uživo 24. listopada 1987. godine u emisiji TV postaje "ITV".

## Album "Showe It"
Prvi album "Showe It" objavljen je početkom 1988. godine. Album se loše plasirao na top listama te je Taylor zaključio da obožavatelji sastava "Queen" neće dati podršku njegovom samostalnom projektu. Sam izlazak albuma u potpunosti su zasjenili privatni problemi Rogera Taylora koji se upravo rastao od supruge s kojom ima dvoje djece, Brian May se u isto vrijeme također rastajao od svoje supruge a u središtu pozornosti britanskih tabloida bio je pjevač sastava Queen Freddie Mercury koji je uporno demantirao glasine da boluje od Side. Sastav "The Cross" odlazi na mini-turneju po Ujedinjenom Kraljevstvu. 
Obožavatelji sastava "Queen" su sa zadovoljstvom posjećivali koncerte sastava "The Cross" jer nisu željeli propustiti priliku da Taylora vide kako nastupa uživo. Zbog toga je mini-turneja ipak bila uspješna. U srpnju 1988. godine grupa izdaje singl "Manipulator / Stand Up For Love" koji nije ni ušao na top listu. Razočaran neuspjehom singla Taylor uzima godinu dana odmora od rada sa sastavom "The Cross" koliko je trajalo snimanje novog albuma sastava "Queen" "The Miracle".  

## Album "Mad, Bad and Dangerous to Know"
Zbog sporog napredovanja na snimanju albuma "Innuendo" sastava "Queen" Taylor ponovo ulazi u studio sa sastavom "The Cross" kako bi snimili svoj drugi studijski album "Mad, Bad and Dangerous to Know". Album je izdan 26. svibnja 1990. godine. Sniman je u "Mountain Studios" u Montreuxu, Švicarska. Album se nije ni plasirao na top liste i pout prijašnjeg albuma "Showe It" prodaja je bila jako loša.

## Album "Blue Rock"
"Blue Rock" je treći i posljednji album sastava "The Cross". Objavljen je 9. listopada 1991. godine. Zbog neuspjeha prijašnjih albuma objavljen je samo u Njemačkoj, Japanu, Italiji i Francuskoj. Budući da se kao i album "Mad, Bad and Dangerous to Know" više ne izaje vrlo je teško doći do primjeraka ovih albuma.

## Raspad
Zbog slabe prodaje albuma sastava "The Cross" Taylor je 1993. godine raspustio sastav. Ipak Taylor je nastavio suradnju s klavijaturistom Spikeom Ednyjem koji je svirao na Freddie Mercury Tribute Koncertu 1992. godine. Edny je kasnije surađivao s Brianom Mayom na njegovim samostalnim albumima i na koncertima sastava Queen+Paul Rodgers.